# Brewton (Alabama)
Brewton ist eine Stadt und ein County Seat des Escambia County im Bundesstaat Alabama in den Vereinigten Staaten. Das U.S. Census Bureau hat bei der Volkszählung 2020 eine Einwohnerzahl von 5276 ermittelt.

## Geographie
Brewton liegt im Süden Alabamas im Süden der Vereinigten Staaten. Es liegt etwa 22 Kilometer westlich des 339 Quadratkilometer großen Conecuh National Forest und knapp 4 Kilometer nördlich der Grenze zu Florida. Etwa 2 Kilometer südlich des Stadtgebietes befindet sich eine Exklave mit dem stadteigenen Flughafen. Einen Kilometer südlich verläuft der Conecuh River, der später in den Golf von Mexiko mündet.
Nahegelegene Orte sind unter anderem East Brewton (unmittelbar südöstlich angrenzend), Pollard (6 km südwestlich), Flomaton (12 km südwestlich), Jay (14 km südlich), Castleberry (14 km nördlich) und Century (16 km südwestlich). Die nächste größere Stadt ist mit 195.000 Einwohnern das etwa 90 Kilometer südwestlich entfernt gelegene Mobile.

## Geschichte
Die Stadt wurde 1861 unter Leitung von Edmund Troupe Bruton als Bahnstation errichtet, zu dieser Zeit war sie noch als Crossroads bekannt, später als Newport. Die lokale Wirtschaft wurde im Zuge des Sezessionskriegs zerstört, nach dessen Ende von den Rückkehrern aber wieder aufgebaut. Zu diesem Zeitpunkt wohnten etwa 500 Menschen hier. Eine verstärkte Nachfrage nach Bauholz trieb die Wirtschaft in den 1870er Jahren an, ebenso die für den Schienenverkehr zentrale Lage, die die Stadt zu einem Handelszentrum machte. Einige der frühen Bauholzfirmen, wie die 1848 gegründete T. R. Miller Mill, sind bis heute aktiv.
1869 wurde ein Postamt eröffnet. 1885 wurde Brewton eingemeindet und wenig später zum County Seat ernannt. Im Folgejahr zerstörte ein Feuer weite Teile der Stadt. 1906 wurde der Brewton Standard gegründet, der bis heute die wichtigste lokale Zeitung ist.
Ein Ort in Brewton ist im National Register of Historic Places  eingetragen, der Brewton Historic Commercial District.

## Verkehr
Im Süden der Stadt verläuft der U.S. Highway 29, vom Süden in den Norden auf streckenweise gleicher Trasse außerdem der U.S. Highway 31 und die Alabama state Route 3. An einer Kreuzung im Süden der Stadt endet außerdem die Alabama State Route 15.
Etwa 2 Kilometer südlich der Stadt in einer Exklave befindet sich der Brewton Municipal Airport.

## Demographie
Die Volkszählung 2000 ergab eine Einwohnerzahl von 5498, verteilt auf 2216 Haushalte und 1471 Familien. Die Bevölkerungsdichte lag bei 187 Menschen pro Quadratkilometer. 57,6 % der Bevölkerung waren Weiße, 40,2 % Schwarze, 0,5 % Asiaten und 0,4 % Indianer. 0,5 % entstammten einer anderen Ethnizität, 0,7 % hatten zwei oder mehr Ethnizitäten, 1,1 % waren Hispanics oder Lateinamerikaner jedweder Ethnizität. Auf 100 Frauen kamen etwa 85 Männer. Das Durchschnittsalter lag bei 42 Jahren, das Pro-Kopf-Einkommen betrug 18.185 US-Dollar, womit etwa 16,3 % der Bevölkerung unterhalb der Armutsgrenze lebten.
Bis zur Volkszählung 2010 sank die Einwohnerzahl auf 5408.

## Persönlichkeiten
- Hank Locklin (1918–2009), Country-Sänger